# 2009-es Superbike francia nagydíj
A 2009-es Superbike francia nagydíj volt a Superbike és a Supersport világbajnokság tizenharmadik futama. A versenyt október 2. és október 4. között rendezték Magny-Cours-ban.

## Eredmények

### Superbike

#### Első verseny
| #   | Rajtszám | Versenyző         | Motor               | Körök | Idő/Kiesés oka | Rajtrács | Pont |
| --- | -------- | ----------------- | ------------------- | ----- | -------------- | -------- | ---- |
| 1   | 19       | Ben Spies         | Yamaha YZF-R1       | 23    | 37:57.110      | 1        | 25   |
| 2   | 41       | Haga Norijuki     | Ducati 1098R        | 23    | +0.181         | 5        | 20   |
| 3   | 3        | Max Biaggi        | Aprilia RSV 4       | 23    | +5.009         | 4        | 16   |
| 4   | 84       | Michel Fabrizio   | Ducati 1098R        | 23    | +16.347        | 3        | 13   |
| 5   | 91       | Leon Haslam       | Honda CBR1000RR     | 23    | +22.622        | 6        | 11   |
| 6   | 7        | Carlos Checa      | Honda CBR1000RR     | 23    | +24.948        | 12       | 10   |
| 7   | 71       | Kagajama Jukjó    | Suzuki GSX-R1000 K9 | 23    | +27.144        | 13       | 9    |
| 8   | 67       | Shane Byrne       | Ducati 1098R        | 23    | +27.578        | 9        | 8    |
| 9   | 11       | Troy Corser       | BMW S1000RR         | 23    | +28.486        | 8        | 7    |
| 10  | 96       | Jakub Smrž        | Ducati 1098R        | 23    | +28.716        | 10       | 6    |
| 11  | 111      | Rubén Xaus        | BMW S1000RR         | 23    | +52.680        | 15       | 5    |
| 12  | 15       | Matteo Baiocco    | Ducati 1098R        | 23    | +1:01.372      | 18       | 4    |
| 13  | 99       | Luca Scassa       | Kawasaki ZX-10R     | 23    | +1:05.123      | 22       | 3    |
| 14  | 25       | David Salom       | Kawasaki ZX-10R     | 23    | +1:05.483      | 20       | 2    |
| 15  | 94       | David Checa       | Yamaha YZF-R1       | 23    | +1:05.672      | 21       | 1    |
| 16  | 88       | Roland Resch      | Suzuki GSX-R1000 K9 | 23    | +1:29.284      | 24       |      |
| 17  | 40       | Flavio Gentile    | Honda CBR1000RR     | 22    | +1 kör         | 25       |      |
| Ret | 22       | Leon Camier       | Aprilia RSV 4       | 20    | Műszaki hiba   | 16       |      |
| Ret | 132      | Sheridan Morais   | Kawasaki ZX-10R     | 13    | Kicsúszás      | 23       |      |
| Ret | 10       | Fonsi Nieto       | Ducati 1098R        | 12    | Kicsúszás      | 7        |      |
| Ret | 23       | Broc Parkes       | Kawasaki ZX-10R     | 10    | Műszaki hiba   | 19       |      |
| Ret | 65       | Jonathan Rea      | Honda CBR1000RR     | 8     | Műszaki hiba   | 2        |      |
| Ret | 77       | Vittorio Iannuzzo | Honda CBR1000RR     | 5     | Kicsúszás      | 26       |      |
| Ret | 9        | Kjonari Rjúicsi   | Honda CBR1000RR     | 3     | Baleset        | 17       |      |
| Ret | 31       | Karl Muggeridge   | Suzuki GSX-R1000 K9 | 3     | Kicsúszás      | 11       |      |
| Ret | 66       | Tom Sykes         | Yamaha YZF-R1       | 1     | Baleset        | 14       |      |

#### Második verseny
| #   | Rajtszám | Versenyző         | Motor               | Körök | Idő/Kiesés oka | Rajtrács | Pont |
| --- | -------- | ----------------- | ------------------- | ----- | -------------- | -------- | ---- |
| 1   | 41       | Haga Norijuki     | Ducati 1098R        | 23    | 38:00.282      | 5        | 25   |
| 2   | 3        | Max Biaggi        | Aprilia RSV 4       | 23    | +1.480         | 4        | 20   |
| 3   | 65       | Jonathan Rea      | Honda CBR1000RR     | 23    | +6.024         | 2        | 16   |
| 4   | 19       | Ben Spies         | Yamaha YZF-R1       | 23    | +18.135        | 1        | 13   |
| 5   | 91       | Leon Haslam       | Honda CBR1000RR     | 23    | +21.236        | 6        | 11   |
| 6   | 71       | Kagajama Jukjó    | Suzuki GSX-R1000 K9 | 23    | +23.647        | 13       | 10   |
| 7   | 67       | Shane Byrne       | Ducati 1098R        | 23    | +23.701        | 9        | 9    |
| 8   | 31       | Karl Muggeridge   | Suzuki GSX-R1000 K9 | 23    | +24.838        | 11       | 8    |
| 9   | 7        | Carlos Checa      | Honda CBR1000RR     | 23    | +31.455        | 12       | 7    |
| 10  | 11       | Troy Corser       | BMW S1000RR         | 23    | +32.507        | 8        | 6    |
| 11  | 10       | Fonsi Nieto       | Ducati 1098R        | 23    | +37.594        | 7        | 5    |
| 12  | 111      | Rubén Xaus        | BMW S1000RR         | 23    | +44.727        | 15       | 4    |
| 13  | 84       | Michel Fabrizio   | Ducati 1098R        | 23    | +49.782        | 3        | 3    |
| 14  | 15       | Matteo Baiocco    | Ducati 1098R        | 23    | +50.345        | 18       | 2    |
| 15  | 23       | Broc Parkes       | Kawasaki ZX-10R     | 23    | +56.209        | 19       | 1    |
| 16  | 25       | David Salom       | Kawasaki ZX-10R     | 23    | +58.796        | 20       |      |
| 17  | 94       | David Checa       | Yamaha YZF-R1       | 23    | +1:00.391      | 21       |      |
| 18  | 88       | Roland Resch      | Suzuki GSX-R1000 K9 | 23    | +1:20.777      | 24       |      |
| 19  | 132      | Sheridan Morais   | Kawasaki ZX-10R     | 23    | +1:24.318      | 23       |      |
| Ret | 22       | Leon Camier       | Aprilia RSV 4       | 15    | Kicsúszás      | 16       |      |
| Ret | 99       | Luca Scassa       | Kawasaki ZX-10R     | 14    | Kicsúszás      | 22       |      |
| Ret | 96       | Jakub Smrž        | Ducati 1098R        | 13    | Kicsúszás      | 10       |      |
| Ret | 77       | Vittorio Iannuzzo | Honda CBR1000RR     | 12    | Kicsúszás      | 26       |      |
| Ret | 66       | Tom Sykes         | Yamaha YZF-R1       | 3     | Baleset        | 14       |      |
| DNS | 9        | Kjonari Rjúicsi   | Honda CBR1000RR     |       | Nem indult     | 17       |      |
| DNS | 40       | Flavio Gentile    | Honda CBR1000RR     |       | Nem indult     | 25       |      |